# 東京企画 (映画会社)
東京企画株式会社（とうきょうきかく）は、かつて存在した日本の映画製作・配給会社である。1962年（昭和37年）5月、三田浩が東京都渋谷区に設立した。若松孝二の監督デビュー作『甘い罠』を製作したことで知られる。ほかにも増田健太郎、大野裕司（堀越善明）、岸信太郎（山邊信雄）の初監督作を製作・配給し、東映京都撮影所の時代劇監督だった深田金之助の成人映画への転向第1作を配給した。

## 沿革
- 1962年5月 - 設立[1][2][3]
- 1967年 - 活動停止[4][5][6]

## 概要
1962年（昭和37年）5月、元俳優の三田浩が東京都渋谷区円山町9番地に設立した。三田は『人間の壁』（監督山本薩夫、配給新東宝、1959年10月18日公開）に出演したことがあり、山本薩夫の弟子にあたる増田健太郎らを監督に起用した。同社が製作した作品のうち、記録に残っている最初の作品は1963年（昭和38年）9月3日に公開された若松孝二監督、香取環主演による成人映画『甘い罠』である。同作は、若松の監督デビュー作として知られ、東京国立近代美術館フィルムセンターにも上映用プリントが所蔵されている。桑田宗太郎の宝映（1954年9月設立）が配給した。
今村昌平に推薦されて、助監督見習いとして同年秋に同社を訪れた武重邦夫の回想によれば、同社は円山町の不動産屋の二階にあり、事務所は社長夫人（取締役・三島佳子）が切り盛りしていたという。武重が現場に放り込まれた増田健太郎監督の初監督作『地下室のうめき』は10日ほどで撮影され、同年12月28日に公開されたが、同作では、チーフ助監督を務めていた共同映画出身の大野裕司（のちの堀越善明）は、同時期に真山くみ子が主演する『夜の誘惑』で監督に昇進しており、同年12月に成人映画指定を受けて、翌1964年（昭和39年）4月14日に公開されている。
田中純一郎は、同社をピンク映画の黎明期に設立された映画会社の一つとして挙げており、また、田中が黎明期のおもな脚本家・監督として挙げた人物のうち、若松孝二、小林悟、宮口圭、深田金之助の4人が、同社で作品を発表している。なかでも深田金之助（1917年 - 1986年）が1965年（昭和40年）に監督した『血と肉と罪と』は、1963年までに40本を超える時代劇映画を東映京都撮影所で監督してきた深田が、初めて成人映画に転向した作品である。同社は同作を配給したが、同作を製作したのは大阪の極東映画社（北区堂島船大工町、1964年3月設立）であり、製作としてクレジットされた極東映画社の社長・小柴芳雄は、元新外映配給の関西営業所長である。深田が自らの製作会社であるアートグループを設立するのは、その翌年の1966年（昭和41年）3月であった。
女優では泉ユリ（泉ゆり、1946年 - ）が、1965年4月に公開された『情事の罠』（監督月森功）でデビューしている。「月森功」は小林悟の別名である。
同社の映画製作・配給活動については、1967年（昭和42年）、小林悟が松原次郎の名で監督し、山邊信雄のヤマベプロダクションが製作した『非行少女の日記』を配給・公開して以降、見当たらないが、1969年（昭和44年）に国映が配給して公開された『無貞操少女』（監督北見一郎）を製作した会社として「新東京企画」がクレジットされている。同社の製作担当の取締役であった矢野正富は、1967年3月には、上松宗夫の日映企画で『激しい関係』（監督東元薫）、翌1968年（昭和43年）にはヤマベプロダクションで『鞭と陰獣』（監督松原次郎）をそれぞれ製作している。『女子学生を狙え!』（1965年）を監督した難波敏夫は、その後は国際放映、大映テレビ等でテレビ映画の監督を務めた。同社の作品に監督としてクレジットされた人物のうち、小角高治、高野平、松井文についてのフィルモグラフィ以外の詳細は不明である。
同社が製作あるいは配給した作品のうち、東京国立近代美術館フィルムセンターには、『甘い罠』『地下室のうめき』『血と肉と罪と』の合計3作の上映用プリントが所蔵されている。

## 企業データ
- 社名 : 東京企画株式会社
- 所在地 : 東京都渋谷区円山町9番地[1][2]
北緯35度39分32秒 東経139度41分41秒 / 北緯35.65889度 東経139.69472度
- 代表取締役社長 : 三田浩[1][2][3]
  - 取締役 : 井沢真太郎（企画担当）、三島佳子（営業担当）、矢野正富（製作担当）[1][2]
- 事業内容 : 映画の製作・配給
- 資本金 : 50万円（1965年 - 1966年[1][2]）
- 設立 : 1962年5月[1][2][3]

## おもなフィルモグラフィ
すべて「配給」あるいは「製作」であり、特筆しないものはすべて「製作」である。東京国立近代美術館フィルムセンター（NFC）等の所蔵状況についても記す。
- 『甘い罠』 : 監督若松孝二、脚本峰三千雄、主演香取環、配給宝映、1963年9月3日公開 - 製作、54分の上映用ポジプリントをNFCが所蔵[4][9]
- 『地下室のうめき』 : 監督増田健太郎、1963年12月28日公開（映倫番号 13416） - 製作、61分の上映用ポジプリントをNFCが所蔵[4][30]

- 『夜の誘惑』 : 製作小角高治、監督大野裕司、脚本徳富球板、主演真山くみ子、1963年12月に成人映画指定（映倫番号 21942）、1964年4月14日公開
- 『女子学生の記録』[5][6]（『女学生の記録』[6]） : 製作三田浩、監督・脚本小角高治、脚本小園くに子、1964年5月31日公開
- 『十七才の絶叫』 : 監督高野平、主演森恵子、1964年12月に成人映画指定（その後公開）

- 『情事の罠』 : 監督月森功、主演泉ゆり、1965年4月公開（映倫番号 13946）
- 『0の抵抗』 : 監督月森功、主演泉ゆり、1965年5月に成人映画指定（その後公開）
- 『血と肉と罪と』[6]（『血と肉』[31]） : 製作小柴芳雄、企画・監督深田金之助、脚本八束基、主演加山恵子、製作極東映画、1965年公開 - 配給（六邦映画説あり[31]）、80分の上映用ポジプリントをNFCが所蔵[4]
- 『女子学生を狙え!』 : 製作三田浩、企画三島佳子、監督難波敏夫、原案井沢真太郎、脚本小園くに子、主演泉ゆり、1965年6月成人映画指定（その後公開）
- 『嫉妬』 : 監督小林悟、主演沢松とも子、1965年6月に成人映画指定（その後公開）
- 『愛欲の叫び』 : 監督高野平、主演泉ゆり、1965年8月31日公開（映倫番号 14124）
- 『花と蛇』 : 監督岸信太郎、主演紫千鶴、1965年9月1日公開
- 『濡れた女』 : 製作山辺信雄、企画三島佳子、監督松原次郎、主演橘桂子、1965年9月30日公開（映倫番号 14160）
- 『女高生日記』 : 製作三田浩、企画三島佳子、監督斎藤功、脚本小園くに子、主演泉ゆり、1965年9月30日公開（映倫番号 14222）
- 『狙われた肌』 : 製作加藤英一、企画三田浩、監督山田隆、主演林美樹、1965年10月31日公開（映倫番号 14253）
- 『女肌のにおい』 : 監督宮口圭、主演水城リカ、1965年12月に成人映画指定（その後公開）

- 『だかれて泣け』 : 製作三田浩、企画三島佳子、監督月森功、主演泉ユリ、1966年1月公開
- 『肉体の階段』 : 監督松井文、主演泉ゆり、1966年1月31日公開（映倫番号 14355）
- 『しびれる歓び』 : 監督小角高治、主演内田高子、1966年2月28日公開（映倫番号 14246） - 製作（東亜シネマ説あり[32]）
- 『非公開の激情』 : 製作矢野正富、企画千葉佳子、監督小角高治、1966年7月に成人映画指定（その後公開）
- 『十七才の体臭』 : 監督小角高治、1966年9月に成人映画指定（その後公開）

- 『非情の罠』 : 監督小角浩、主演京澄子、1966年10月に成人映画指定（その後公開）
- 『女と男の0地帯』 : 監督小林悟、主演千原久美子、1966年11月に成人映画指定（その後公開）
- 『情事の末路』 : 監督不明、1966年12月に成人映画指定（その後公開）
- 『非行少女の日記』 : 監督松原次郎（小林悟）、主演山仲溪子、製作ヤマベプロダクション、1967年公開 - 配給

- 『無貞操少女』 : 監督北見一郎、主演林美樹、製作新東京企画、配給国映、1969年公開